# Jekaterina Jasjina
Jekaterina Joerjevna Jasjina (Cyrillisch: Екатерина Юрьевна Яшина) (6 augustus 1993) is een tennisspeelster uit Rusland. Zij begon op zesjarige leeftijd met het spelen van tennis. Haar favoriete ondergrond is hardcourt. Zij speelt rechtshandig en heeft een tweehandige backhand.

## Loopbaan
In april 2011 won Jasjina op het ITF-toernooi van Astana zowel haar eerste enkelspeltitel als haar eerste dubbelspeltitel. Zij is vooral succesvol in het dubbelspel.
Zij stond in juli 2021 voor het eerst in een WTA-finale, op het toernooi van Belgrado, samen met landgenote Aljona Fomina – zij verloren van het Wit-Russische koppel Volha Havartsova en Lidzija Marozava.
In november 2021 kwam Jasjina binnen op de top 150 van de wereldranglijst in het dubbelspel.

## Posities op deWTA-ranglijst
Positie per einde seizoen:
| jaar | rang enkelspel | rang dubbelspel |
| ---- | -------------- | --------------- |
| 2008 | –              | 850             |
| 2010 | 913            | 704             |
| 2011 | 429            | 303             |
| 2012 | 452            | 295             |
| 2013 | 456            | 255             |
| 2014 | 480            | 283             |
| 2015 | 462            | 378             |
| 2016 | 501            | 240             |
| 2017 | 589            | 244             |
| 2018 | 395            | 174             |
| 2019 | 471            | 234             |
| 2020 | 625            | 249             |
| 2021 | 412            | 148             |
| 2022 | 387            | 164             |

## Palmares
| Legenda                 |
| ----------------------- |
| Grandslamtoernooi       |
| Olympische Spelen       |
| Year-End Championships  |
| Premier Mandatory       |
| Premier Five / WTA 1000 |
| Premier / WTA 500       |
| International / WTA 250 |
| Challenger / WTA 125    |

### WTA-finaleplaatsen enkelspel
geen

### WTA-finaleplaatsen vrouwendubbelspel
| nr.              | finale     | toernooi     | ondergrond | partner       | tegenstandsters                   | score    |         |
| ---------------- | ---------- | ------------ | ---------- | ------------- | --------------------------------- | -------- | ------- |
| gewonnen finales |            |              |            |               |                                   |          |         |
| geen             |            |              |            |               |                                   |          |         |
| verloren finales |            |              |            |               |                                   |          |         |
| 1.               | 2021-07-31 | WTA Belgrado | gravel     | Aljona Fomina | Volha Havartsova Lidzija Marozava | 2-6, 2-6 | details |